# Aadityana
Aadityana is een census town in het district Porbandar van de Indiase staat Gujarat. 

## Demografie
Volgens de Indiase volkstelling van 2001 wonen er 17237 mensen in Aadityana, waarvan 52% mannelijk en 48% vrouwelijk is. De plaats heeft een alfabetiseringsgraad van 53%. 